# Remigijus Pocius
Remigijus Pocius (ur. 21 marca 1968 w Litewskiej SRR) – litewski piłkarz występujący na pozycji napastnika. Siedmiokrotny reprezentant Litwy. Król strzelców A lygi w sezonach 1996/1997 i 2001.